# 20430 Stout
20430 Stout (1999 AC3) là một tiểu hành tinh vành đai chính được phát hiện ngày 10 tháng 1 năm 1999 bởi Jr. W. R. Cooney và Susannah Lazar ở Baton Rouge. Nó được đặt tên cho a Susannah Lazar.